# Torben Kastrup
Torben Kastrup er tidligere landsformand for Socialistisk Folkepartis Ungdom (fra 2002-04). 
Under valgkampen i 2005 blev Kastrup anmeldt af en konservativ politiker. Det skete i forbindelse oprettelsen af et fikserum på Nørrebro. Fikserummet, der var en happening, der kun skulle vare én dag, fungerede på frivillig basis og skulle drives af bl.a. sygeplejestuderende.